# Albariza
L'albariza és un tipus de sòl que cobreix els camps de Montilla-Moriles i el Marc de Jerez.De vegades es denominen "las afuera"

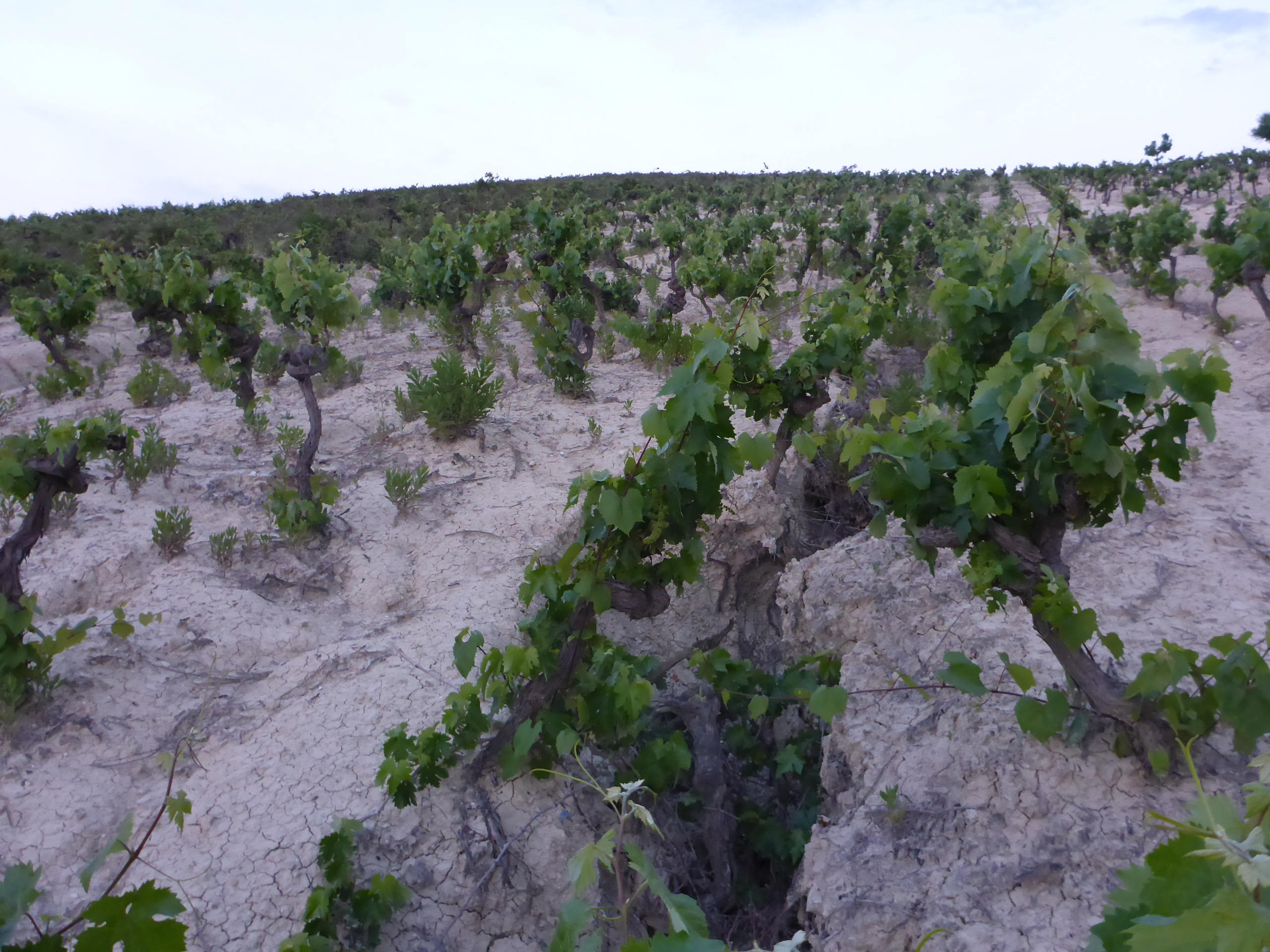
Vinyers en albariza

## Característiques
És una marga composta principalment per carbonat càlcic, argila i fòssils marins. L'alt contingut en carbonat calci i fòssils li dona propietats similars a la creta. Reté la humitat en el subsòl i l'allibera lentament, la qual cosa permet la cultivació en mesos secs, especialment a l'estiu, durant l'època del creixement i maduració del raïm. La intensa color blanca reflecteix una gran quantitat d'energia, que és aprofitada per la vinya.
És una terra de color blanquinós, que es compacta formant pedrusques que permeten que l'aigua procedent de les curtes però intenses pluges de la regió romangui en el subsòl a diversos metres de profunditat durant tot l'any. Això permet la criança dels raïms palomino, pedro ximenes i moscatell.
L'albariza té una alt valor en viticultura perquè confereix al vi, concretament al Xerès, les seves característiques més notables. Els vins de vinyers en albariza són classificats com Jerez Superior.